# 千曲市循環バス

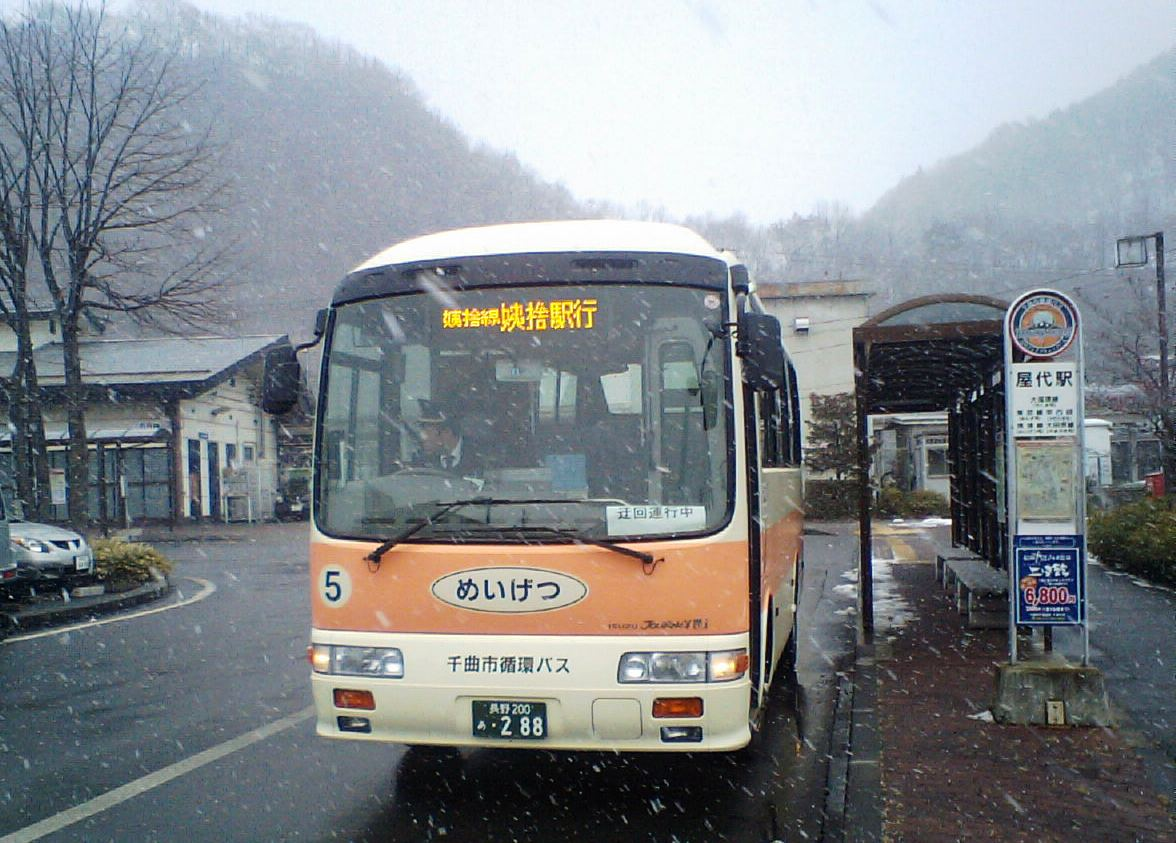
千曲市循環バス・めいげつ号

千曲市循環バス（ちくましじゅんかんバス）は、長野県千曲市がバス会社3社に運行を委託しているコミュニティバスである。

## 概要
2003年（平成15年）に更埴市・埴科郡戸倉町・更級郡上山田町が合併して誕生した同市において、前身市町が運行していた更埴市循環バス・戸倉町巡回バス・上山田町循環バスを継承して2004年（平成16年）に運行が始まった。

## 沿革
- 2004年（平成16年）4月5日 - 千曲市循環バスの運行が始まる。前身市町の循環バス路線に加え、合併新市域を一周する大循環線「ちくま」を新設
- 2006年（平成18年） - 各路線に1〜9の番号を付す[1]
- 2009年（平成21年）1月1日 - 運行委託事業者のうち、アルピコハイランドバスが親会社の松本電気鉄道（現在のアルピコ交通）に吸収合併される。
- 2009年（平成21年）3月14日 - 千曲駅の開業に伴い、千曲駅と姨捨駅を結ぶ東西線「かむりき」を新設。東部線「あんず」に一部統合する形で、南北線「しなの」を廃止。
- 2010年（平成22年）12月 - 更埴地区の運行委託事業者が、松本電気鉄道から川中島バスに変わる。
- 2011年（平成23年）4月1日 - 川中島バスが松本電気鉄道に合併され、アルピコ交通に改称。

## 路線
各路線を担当するバス車両には一つ一つ愛称が付けられている。
- 1・2 大循環線「ちくま」
  - 市内循環（屋代駅より発着）
- 3 東部線「あんず」
  - 土口・生萱・雨宮・倉科・森・屋代方面
- 4 東西線「かむりき」
  - 屋代・埴生・更級・五加方面
- 5 姨捨線「めいげつ」
  - 屋代・稲荷山・八幡方面
- 6 大田原線「やまぶき」
  - 屋代・稲荷山・桑原・中原・佐野・大田原方面
- 7 更級戸倉線「やまびこ」
  - 若宮・芝原・須坂・羽尾・御麓・戸倉・上山田方面
- 8 五加戸倉線「さざなみ」
  - 磯部・福井・戸倉・寂蒔・中・五加方面
- 9 上山田線「ほっとバス」
  - 力石・新山・漆原・上山田方面

## その他

### 運休日
- 日曜・祝日（土曜日や曜日によって運休する便・路線もあり）
- 12月29日から1月3日

大循環線（2〜5便）は日曜・祝日も運行。
４月～１１月の土日祝日はおばすて棚田・温泉連絡便を１日３便運行

### 運賃
- 一乗車：大人200円（小中学生は100円、千曲市民で65歳以上の高齢者は事前申請により100円）
- 一日乗車券：大人500円（複数の路線を使う場合は、一日乗車券があると便利である）
- 身体障害者手帳・療育手帳・精神障害者保健福祉手帳の交付を受けている千曲市民は事前申請により無料、市外の者は前述手帳の提示で半額となる。（介助が必要な場合の介助者１名も半額）

#### 定期券
- 通勤定期
  - 1か月：7,000円
  - 3か月：19,950円
- 通学定期（高校生・大学生等）
  - 1か月：5,000円
  - 3か月：14,250円

定期券および回数券販売所
- しなの鉄道：屋代高校前駅・屋代駅・千曲駅・戸倉駅[2]
- 長野国際旅行

#### 回数券
- 100円分12枚綴り1,000円

回数券販売所
- 千曲市役所更埴庁舎売店
- 竹林の湯
- 白鳥園
- 健康プラザ
- 長野寿光会上山田病院
- つるの湯

### 運行委託事業者
- アルピコ交通（アルピコハイランドバス)：姨捨線・大田原線
- 信州観光バス：更級戸倉線・五加戸倉線・上山田線・東西線
- シンリク観光：大循環線、東部線

### 企画
- 千曲市生活安全課交通政策係